# Heteropoda bellendenker
Heteropoda bellendenker là một loài nhện trong họ Sparassidae.
Loài này thuộc chi Heteropoda. Heteropoda bellendenker được Hugh Davies miêu tả năm 1994.